# Thomas Bührke
Thomas Bührke (* 7. Dezember 1956 in Celle) ist ein deutscher Astrophysiker, Wissenschaftsjournalist und Buchautor in den Bereichen Raumfahrt, Physik und Astrophysik.

## Leben
Nach der Schulzeit in Celle begann Bührke 1976 ein Physikstudium in Göttingen. 1980 wechselte er an die Universität Heidelberg, wo er 1983 am Max-Planck-Institut für Kernphysik abschloss. 1986 promovierte er am Max-Planck-Institut für Astronomie in Heidelberg. Ab 1988 schrieb er als Redakteur bei den Physikalischen Blättern. Seit 1990 arbeitet er als Redakteur von Physik in unserer Zeit sowie als freier Wissenschaftsjournalist und Buchautor.
Schwerpunkt seiner Arbeit ist die Darstellung astronomischer Themen. Regelmäßig veröffentlicht er in Tageszeitungen und Zeitschriften wie Süddeutsche Zeitung, Die Welt, Berliner Zeitung, Spektrum der Wissenschaft, Bild der Wissenschaft und Sterne und Weltraum. Bührke wohnt in Schwetzingen.

## Auszeichnung
- 2005 wurde Bührke der Hanno und Ruth Roelin-Preis für Wissenschaftspublizistik verliehen.[2][3]

- 2013 erhielt er gemeinsam mit Roland Wengenmayr die Medaille für naturwissenschaftliche Publizistik der Deutschen Physikalischen Gesellschaft.[4]

## Werke
Bücher
- Geheimnisvolle Schattenwelt. Franckh-Kosmos, Stuttgart 1997, ISBN 3-440-07026-3.
- Newtons Apfel : Sternstunden der Physik: Von Galilei bis Lise Meitner Beck, München 1997, ISBN 3-406-42002-8.
- E = mc² – Einführung in die Relativitätstheorie. dtv, München 1999, ISBN 3-423-33041-4.
- Kosmische Welten. Zweitausendundeins, Frankfurt am Main 2001, ISBN 3-86150-270-4.
- mit Andreas Loos: Das verschwundene Genie. dtv, München 2001, ISBN 3-423-33072-4.
- Sternstunden der Astronomie: Von Kopernikus bis Oppenheimer. Beck, München 2001, ISBN 3-406-47554-X.
- Sternstunden der Physik : von Galilei bis Heisenberg. Beck, München 2003, ISBN 3-406-49493-5
- Albert Einstein. dtv, München 2004, ISBN 3-423-31074-X.
- Thomas Bührke (Hrsg.), Roland Wengenmayr (Hrsg.): Erneuerbare Energien: Alternative Energiekonzepte für die Zukunft. Wiley-VCH, Weinheim 2007, ISBN 978-3-527-40973-0.
- Lift off! Die Geschichte der Raumfahrt. Bloomsbury Kinder- & Jugendbücher, Berlin 2008, ISBN 978-3-8270-5260-5.
- Die Sonne im Zentrum. Aristarch von Samos. Roman der antiken Astronomie. Beck, München 2009, ISBN 978-3-406-58249-3.
- Warum Planeten keine Würfel sind . . . und andere astronomische Geheimnisse. Herder, Freiburg im Breisgau 2009, ISBN 978-3-451-30136-0.
- Thomas Bührke (Hrsg.), Roland Wengenmayr (Hrsg.): Geheimnisvoller Kosmos: Astrophysik und Kosmologie im 21. Jahrhundert. Wiley-VCH, Weinheim 2009, ISBN 978-3-527-40899-3.[5]
- Genial gescheitert: Schicksale großer Entdecker und Erfinder. dtv, München 2012, ISBN 978-3-423-24928-7.
- Einsteins Jahrhundertwerk. Die Geschichte einer Formel. dtv, München 2015. ISBN 978-3-423-26052-7.
- Was ist Dunkle Materie? Die Suche nach der unsichtbaren Kraft im All. Kosmos, Stuttgart 2022. ISBN 978-3-440-17421-0.
- Die Verfolgten, Geniale und geächtete Wissenschaftler von Giordano Bruno bis Alan Turing, Klett-Cotta, Stuttgart 2022, ISBN 978-3-608-98635-8